# Мато (Во)
Мато (фр. Mathod) — громада  в Швейцарії в кантоні Во, округ Юра-Нор-Водуа.

## Географія
Громада розташована на відстані близько 70 км на захід від Берна, 27 км на північ від Лозанни.
Мато має площу 6,6 км², з яких на 5,6% дозволяється будівництво (житлове та будівництво доріг), 84,8% використовуються в сільськогосподарських цілях, 8,2% зайнято лісами, 1,4% не є продуктивними (річки, льодовики або гори).

## Демографія
2019 року в громаді мешкало 601 особа (+8,5% порівняно з 2010 роком), іноземців було 12,5%. Густота населення становила 91 осіб/км².
За віковим діапазоном населення розподілялося таким чином: 23,1% — особи молодші 20 років, 63,9% — особи у віці 20—64 років, 13% — особи у віці 65 років та старші. Було 224 помешкань (у середньому 2,7 особи в помешканні).
Із загальної кількості 152 працюючих 43 було зайнятих в первинному секторі, 20 — в обробній промисловості, 89 — в галузі послуг.